# 沃梅伊
沃梅伊（法語：Vaumeilh，法語發音：[vomɛj]）是法国上普罗旺斯阿尔卑斯省的一个市镇，属于福卡尔基耶区。

## 地理
沃梅伊（44°17'18"N, 5°57'33"E）面积25.52 平方千米，位于法国普罗旺斯-阿尔卑斯-蓝色海岸大区上普罗旺斯阿尔卑斯省，该省份为法国东南部内陆省份，北起上阿尔卑斯省，西接沃克吕兹省，西北接德龙省，南至瓦尔省，东临滨海阿尔卑斯省，东北部与意大利接壤。
与沃梅伊接壤的市镇（或旧市镇、城区）包括：拉莫特迪凯尔、尼布勒、锡戈耶、瓦莱尔讷、勒波厄。

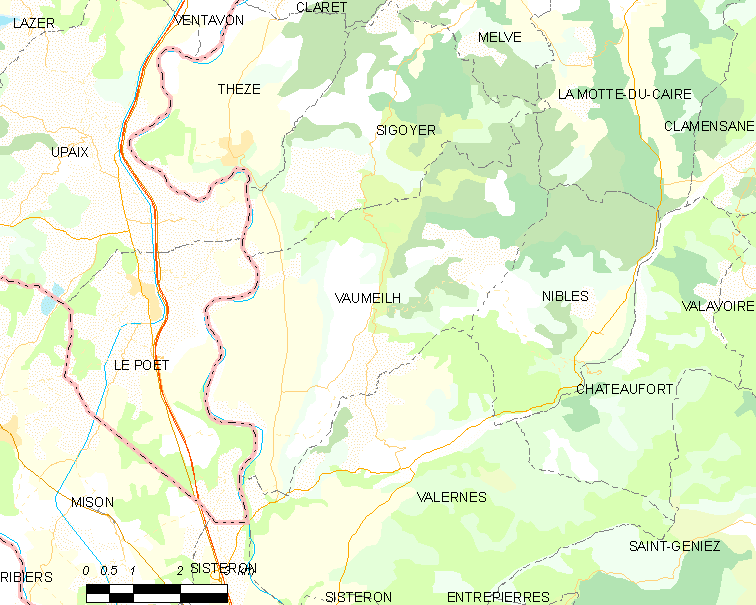
沃梅伊的OSM定位图

沃梅伊的时区为UTC+01:00、UTC+02:00（夏令时）。

## 行政
沃梅伊的邮政编码为04200，INSEE市镇编码为04233。

## 政治
沃梅伊所属的省级选区为塞讷县。

## 人口

1962-2008年间沃梅伊人口变化图示

沃梅伊于2022年1月1日时的人口数量为268人。